# Нагелкас
Нагелкас, також має назву фризький гвоздичний сир, є незахищеним варіантом назви кантеркас, голландського сиру, виробленого на Фризьких островах Нідерландів. Це твердий сир типу гауда, виготовлений зі знежиреного пастеризованого коров'ячого молока. 23 % вмісту вершкового жиру забезпечує м'який смак, який доповнюється додаванням гвоздики та кмину для яскраво вираженого пікантного смаку.
Його назва походить від голландського слова, що означає гвоздику, kruidnagel (буквально «ніготь прянощів», від форми гвоздики, схожої на нігтик). У місцевих жителів він відомий як «нігтьовий сир» або, голландською, Nagelkaas.